# Casa Francesc Coll
La casa Francesc Coll és un edifici situat a la Gran Via de les Corts Catalanes, 464-466 i al carrer de Calàbria, 87 de Barcelona, catalogat com a bé amb elements d'interès (categoria C) i inclòs a l'Inventari del Patrimoni Arquitectònic de Catalunya.

## Història
El 1913, Lluís Homs i Moncusí, com a representant de la raó social Construcciones y Pavimentos SA, va demanar permís per a construir un edifici per compte de Francesc Coll i Portabella, segons el projecte de l'Eduard Ferrés i Puig. El 1914, Francesc Coll va demanar permís per a instal·lar un forn de pa al local de la Gran Via i al soterrani propietat. El 1916, l'Ajuntament va ordenar l'enderrocament d'un àtic i altres construccions al terrat, fetes sense llicència.

## Descripció

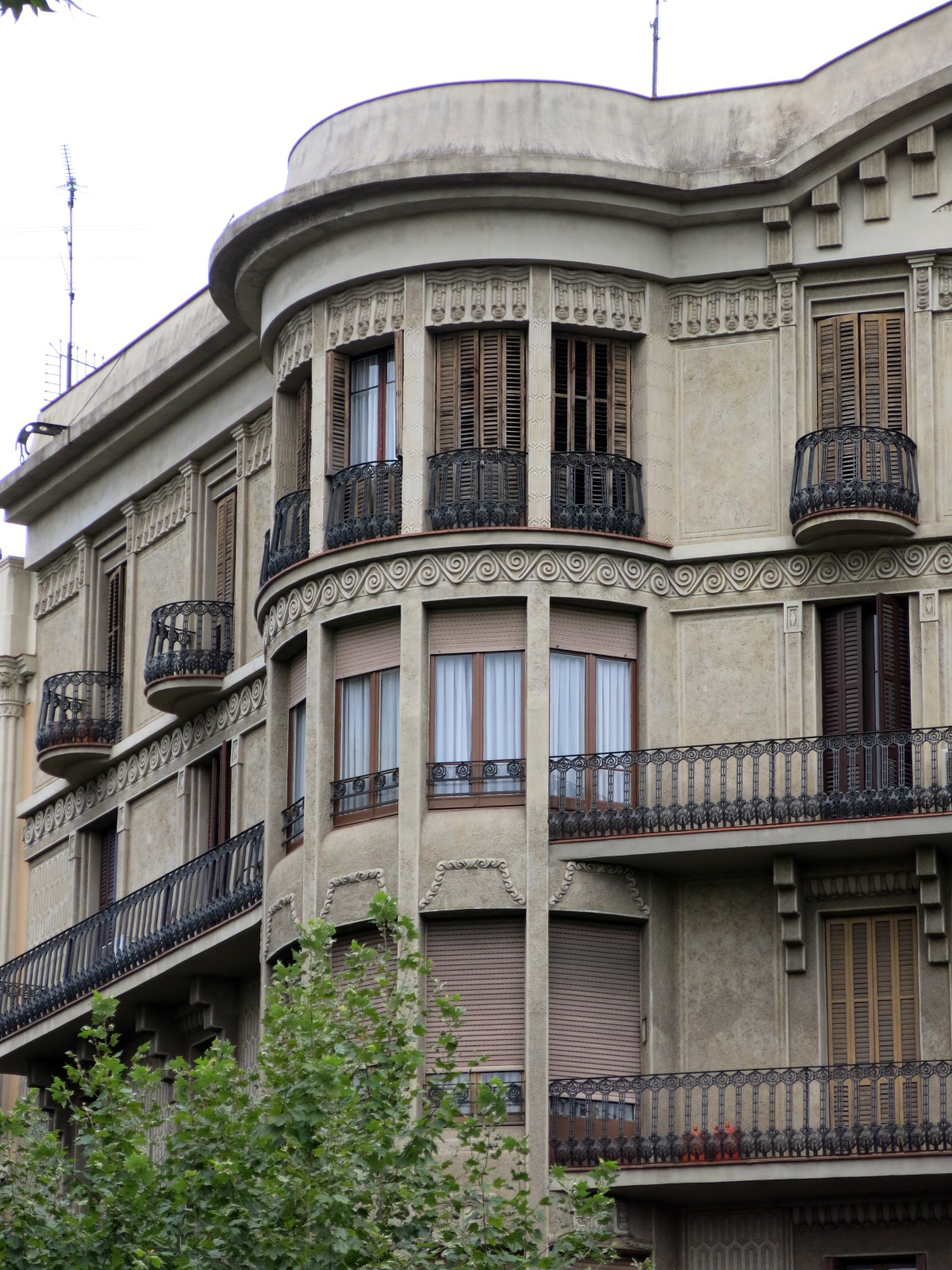
Detall de la tribuna

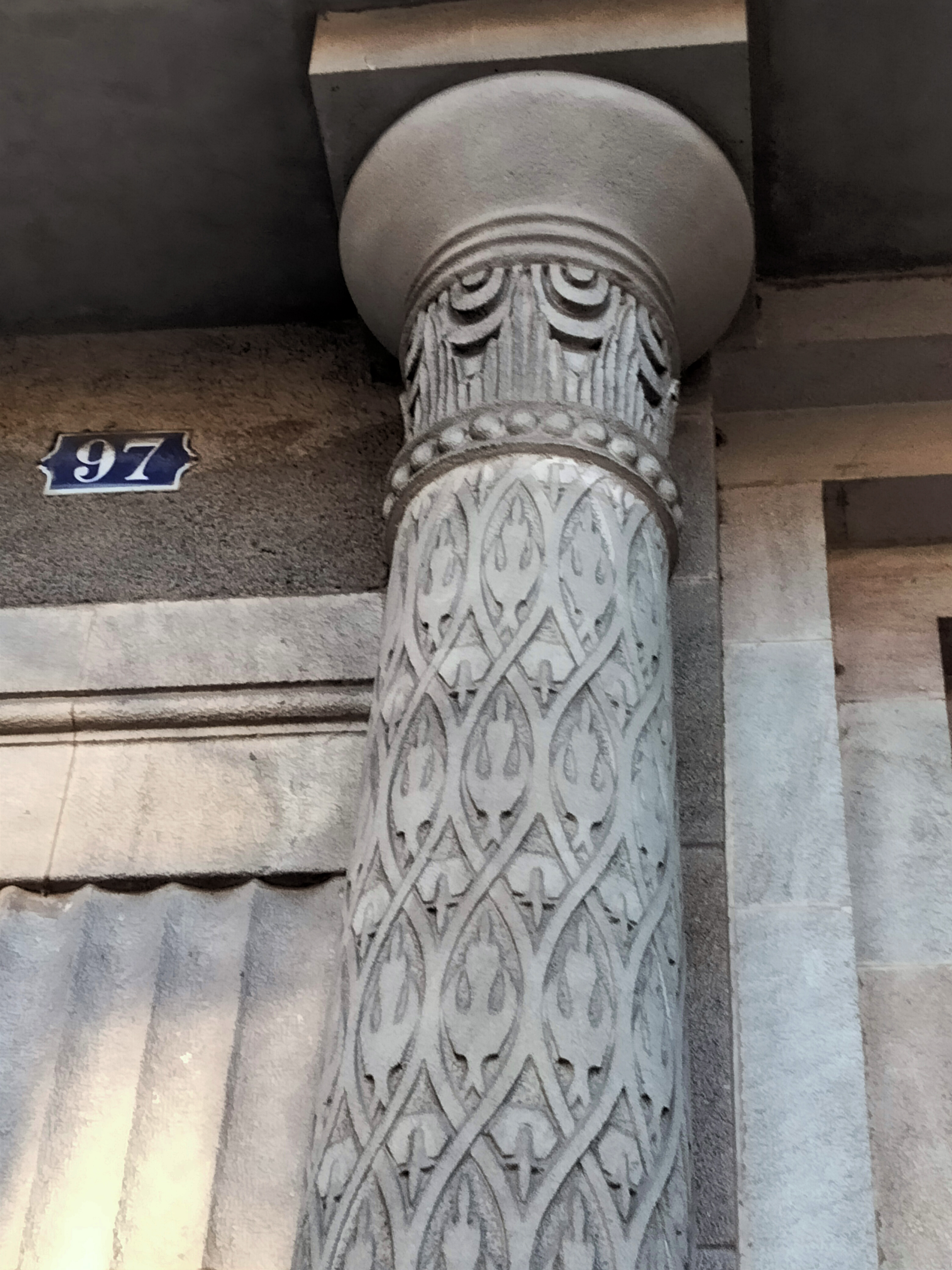
Detall d'una de les columnes del portal

Consta de planta baixa i cinc pisos, i disposa de façanes als cos carrers, a més de la corresponent al xamfrà. L'accés principal, al centre del xamfrà, dona pas a una zona de vestíbul que conté l'escala comunitària d'accés als immobles superiors. A l'interior del vestíbul destaca l'arc d'ansa-paner suportat per dues columnes d'ordre corinti i decoracions neoclàssiques. L'escala, stuada al centre de la parcel·la, rep llum del celobert, que a la vegada resol el problema de la distribució en cantonada i garanteix la correcta ventilació de les estances interiors.
La façana té una composició d'obertures en eixos verticals que, combinades amb les franges horitzontals, formen els balcons i frisos correguts. La planta baixa té grans obertures rectangulars separades per pilars que suporten un arquitrau a l'altura del pis principal, de manera que el mur de planta baixa desapareix i la façana queda suportada sobre pilars.
A la resta de la façana combinen diferents elements arquitectònics singulars com són; les dues tribunes arrodonides dels vèrtex del xamfrà que cobreixen tota l'alçada de la façana, la tribuna central sostinguda per mènsules i les diferents solucions de balcons correguts combinats amb les tribunes.
Les plantes estan separades per frisos diferents que inclouen elements decoratius amb influències del corrent Art Nouveau centreeuropeu. El coronament es resol amb un potent cornisamentsense decoracions però amb una forma ondulada en el xamfrà que dona personalitat a tot l'edifici. L'espai que genera dita ondulació es formalitza com un timpà amb decoracions geomètriques i organicistes. Aquests és l'únic tram que la cornisa presenta permòdols, essent aquests repetitius i geomètrics. La teulada és plana amb terrat del qual surt un àtic prudencialment retirat de la façana.
Artísticament cal destacar el delicat treball de la pedra que s'utilitza per crear la decoració de les dues columnes que flanquegen el portal d'entrada. Aquestes són d'estil modernista amb influències orientals.
L'edifici es considera eclecticista, considerant la combinació d'influències estilístiques que es troben en els elements arquitectònics i el seu ornament. Aquesta combinació genera una estètica innovadora diferenciada d'altres edificis del seu entorn. Especialment en la resolució formal dels vèrtex de les façanes.